# Гранд-Каньон (книга)
Гранд-Каньон (англ. Grand Canyon) — книжка с картинками Джейсона Чина, изданная Macmillan Publishers в 2017 году. В книге описывается флора и фауна Большого каньона как в настоящем, так и в прошлом. Идея создания пришла Чину во время экскурсии в старшей школе.
В 2018 году книга получила медаль Калдекотта за лучшие иллюстрации (став одной из немногих нехудожественных книг, и при этом не биографий, получивших эту награду) и медаль Сиберта за лучший информативный текст.

## Сюжет
Иллюстрации изображают однодневную поездку мужчины азиатского происхождения и его дочери. В тексте содержится информация о растениях и животных, обитающих в Большом каньоне. На некоторых страницах присутствуют исторические блоки с описанием местности в прошлом.
Повествование ведётся от второго лица. В тексте используются примечания автора и дополнительная научная информация, а также описание процесса создания книги.

## Создание
После поездки в Большой каньон в старшей школе Чин собирался написать книгу. Изначально она планировалась как информационная повесть, основанная на его школьных знаниях. Основной проблемой было то, что учёные не были уверены до конца, когда именно образовался каньон. Поэтому, Чин решил использовать сюжетную линию, чтобы немного абстрогироваться от науки — но не исключить её полностью. Когда он прогуливался со своим ребёнком по лесу, ему пришла идея использовать отца и дочь как основных персонажей: «… мне было намного легче создать историю вокруг них».
Чину потребовалось изучить три основные темы, прежде чем начать писать: геологию, экологию и палеонтологию. Большое количество информации, которую он нашёл, в книгу включить не получилось.
Книга была впервые опубликована 21 февраля 2017 года издательством Roaring Book Press.

## Критика
Книга была положительно воспринята критиками. Анита Локк из Booklist назвала её «блестящим произведением искусства». Horn Book и School Library Journal хвалили качество иллюстраций. В Publishers Weekly вышла статья, в которой написали: «[Это] потрясающе иллюстрированная история волшебного похода отца и дочери». В издании Kirkus Reviews высоко оценили иллюстрации, но, сравнивая с другими работа Чина, отметили «сухой фактический подход».